# Шолоа Менијо
Шолоа Менијо (фр. Choloy-Ménillot) насеље је и општина у североисточној Француској у региону Лорена, у департману Мерт и Мозел која припада префектури Тул.
По подацима из 2011. године у општини је живело 699 становника, а густина насељености је износила 58,49 становника/km². Општина се простире на површини од 11,95 km². Налази се на средњој надморској висини од 249 метара (максималној 412 m, а минималној 226 m).

## Демографија
| 1962. | 1968. | 1975. | 1982. | 1990. | 1999. | 2011. |
| ----- | ----- | ----- | ----- | ----- | ----- | ----- |
| 618   | 659   | 589   | 548   | 588   | 695   | 699   |

График промене броја становника у току последњих година